# Uncoupled
Uncoupled é uma série de televisão americana de comédia dramática criada e escrita por Darren Star e Jeffrey Richman. Foi lançada na Netflix em 29 de julho de 2022.
A série ficou em sexto lugar no Top 10 da Netflix por uma semana. Em janeiro de 2023, foi anunciado que a série não seria renovada para uma segunda temporada. Em fevereiro de 2023, a Showtime (de propriedade da Paramount) adquiriu a série para produzir uma segunda temporada. As gravações da segunda temporada estavam programadas para começar em julho de 2023, mas foram interrompidas em junho devido à Greve dos Roteiristas dos Estados Unidos de 2023. Em março de 2024, a Showtime decidiu não seguir em frente com a segunda temporada.

## Sinopse
A série é protagonizada por Neil Patrick Harris como um homem gay recém-solteiro em Manhattan navegando nos apps de namoro pela primeira vez em 17 anos, depois de ser abruptamente abandonado por seu parceiro de longa data. Enquanto ele se ajusta a nova vida de solteiro com seus 40 anos, ele descobre que o ambiente do namoro gay mudou enquanto ele estava em um relacionamento, e ele rapidamente percebe que, para não ficar solteiro para sempre, ele deve mudar um pouco a mente.

## Elenco

### Principal
- Neil Patrick Harris como Michael Lawson, um agente imobiliário de Nova York
- Tuc Watkins como Colin McKenna, ex de Michael de um relacionamento de 17 anos
- Tisha Campbell como Suzanne Prentiss, parceira de negócios e amiga de Michael
- Marcia Gay Harden como Claire Lewis, uma mulher rica que foi recentemente abandonada pelo marido e se torna cliente de Michael
- Emerson Brooks como Billy Burns, um meteorologista de TV e um dos melhores amigos de Michael
- Brooks Ashmanskas como Stanley James, um negociante de arte e um dos melhores amigos de Michael

### Recorrentel
- André De Shields como Jack, um homem idoso que é vizinho de Michael no 44 Gramercy Park
- Colin Hanlon como Jonathan #1, noivo de Jonathan #2 e um dos melhores amigos de Michael
- Jai Rodriguez como Jonathan #2, noivo de Jonathan #1 e um dos melhores amigos de Michael
- Nic Rouleau como Tyler Hawkins, um corretor de imóveis e rival de Michael e Suzanne
- Jasai Chase Owens como Kai Prentiss, filho de Suzanne
- Stephanie Faracy como Lisa Lawson, mãe de Michael ("Capítulo 1", "Capítulo 4")
- Byron Jennings como Ben Lawson, pai de Michael ("Capítulo 1", "Capítulo 4", "Capítulo 5")

### Participação
- Gilles Marini como Paolo, um empresário italiano com quem Michael tem um caso de uma noite ("Capítulo 3")
- Peter Porte como Josh Gibson, um dermatologista com quem Michael sai brevemente ("Capítulo 5")
- David Burtka como Jerry, colega de trabalho de Billy e interesse amoroso de Stanley ("Capítulo 6") (Burtka e Neil Patrick Harris são casados na vida real.)
- Dan Amboyer como Luke, um professor da terceira série que vira o interesse amoroso de Michael ("Capítulo 6")
- David Pittu como Dennis, terapeuta matrimonial de Colin e Michael ("Capítulo 1", "Capítulo 4")
- Gonzalo Aburto de la Fuente como Wyatt, interesse amoroso de Billy
- Bruce Altman como Henry, ex-marido de Claire ("Capítulo 7")
- David A. Gregory como Corey, um corretor de imóveis com quem Michael se reconecta em uma viagem de esqui ("Capítulo 7")
- Tamala Jones como Mia, amiga de Suzanne ("Capítulo 7")

## Episódios

### 1.ª Temporada (2022)
| N.º na série | N.º na temp. | Título                   | Dirigido por   | Escrito por                                                            | Lançamento          |
| --- | ------------ | ------------------------ | -------------- | ---------------------------------------------------------------------- | ------------------- |
| 1 | 1            | "Chapter 1" "Capítulo 1" | Andrew Fleming | Darren Star e Jeffrey Richman                                          | 29 de julho de 2022 |
| Michael oferece uma festa surpresa de aniversário de 50 anos para seu parceiro de 17 anos, Colin. Colin diz a ele que está se mudando para um novo apartamento para "resolver as coisas". Michael teme se divorciar depois de se encontrar com Claire, que está vendendo seu apartamento depois de se divorciar do marido. Ele frequenta a terapia de casal com Colin e domina a conversa. Colin termina com Michael depois. A parceira de negócios de Michael, Suzanne, liga para dizer a ela que sabe onde Colin está morando e com quem ele está morando. |              |                          |                |                                                                        |                     |
| 2 | 2            | "Chapter 2" "Capítulo 2" | Andrew Fleming | Darren Star                                                            | 29 de julho de 2022 |
| Michael e Suzanne se encontram para beber e ela diz a ele que viu Colin pela janela de seu novo apartamento com Tyler, o corretor de imóveis rival de Michael. Michael confronta Tyler em um evento de caridade da empresa, mas Tyler explica que ele apenas ajudou Colin a encontrar o apartamento. Ele também diz que não parece que Colin esteja com mais ninguém, frustrando Michael, pois significa que Colin só queria deixá-lo. Michael bate em Tyler ao conseguir a listagem do apartamento de Claire, depois de explicar a Claire como suas situações são semelhantes. |              |                          |                |                                                                        |                     |
| 3 | 3            | "Chapter 3" "Capítulo 3" | Zoe Cassavetes | Jeffrey Richman                                                        | 29 de julho de 2022 |
| Os amigos de Michael, Billy e Stanley, o encorajam a ficar com alguém para esquecer Colin. Ele fica hesitante no início, mas baixa o Grindr quando descobre que Colin também está saindo com outras pessoas. Michael e Suzanne ajudam o comprador Paolo a encontrar um apartamento. Michael e Paolo recebem notificações de que o outro é usuário do Grindr; Michael concorda com o convite de Paolo para se pegarem. Michael se encontra com Stanley para falar sobre sua pegação, mas fica furioso ao saber que ele participou de um jantar no novo apartamento de Colin. |              |                          |                |                                                                        |                     |
| 4 | 4            | "Chapter 4" "Capítulo 4" | Zoe Cassavetes | Abraham Higginbotham                                                   | 29 de julho de 2022 |
| Claire recebeu apenas uma oferta por seu apartamento e quer esperar por uma melhor, mas Michael sugere que ela está segurando o apartamento porque não consegue imaginar uma nova vida para si mesma. Michael vê Colin novamente e eles têm uma conversa amigável que se transforma em uma discussão. Michael encontra seu terapeuta de casal e com raiva diz a ele que Colin terminou com ele após a sessão, mas o terapeuta sugere que Michael que tenha afastado Colin. Suzanne e Claire se divertem em uma festa e Claire concorda em vender o apartamento. Michael pede desculpas a Stanley. |              |                          |                |                                                                        |                     |
| 5 | 5            | "Chapter 5" "Capítulo 5" | Andrew Fleming | Don Ross                                                               | 29 de julho de 2022 |
| Michael vai a um evento espiritual com Suzanne. Eles não acham que funcionou até o dia seguinte, quando ele acorda se sentindo melhor do que nunca, acaba conhecendo um dermatologista gostoso com quem seu pai o arranjou e se dá bem. Enquanto isso, Suzanne percebe que o homem em sua cama a quem o guru espiritual se referiu era seu próprio filho. Tudo parece ir bem para Michael e seu dermatologista, até que ele descobre que o dermatologista era mais do que ele estava preparado. |              |                          |                |                                                                        |                     |
| 6 | 6            | "Chapter 6" "Capítulo 6" | Andrew Fleming | Aeysha Carr & Robin Schiff                                             | 29 de julho de 2022 |
| Enquanto participavam de um evento de patins em uma discoteca organizado por Billy, Michael e Stanley encontram interesses amorosos em potencial. Michael quebra o dedo do pé e é forçado a calçar uma bota quando um lindo professor chamado Luke acidentalmente passa por cima do dedo do seu pé. Os dois se ficam juntos por causa das características negativas de seus ex, mas Michael termina quando pensa que eles estão indo rápido demais. Stanley descobre que Jerry, um colega de trabalho irritante de Billy, segue sua galeria de arte. Os dois marcam um encontro, mas tudo desmorona quando Jerry tenta seduzi-lo a comprar a arte de sua mãe. Claire tenta procurar apartamentos, mas sem sucesso; ela acaba encontrando um que ama, porém ao lado de Michael. |              |                          |                |                                                                        |                     |
| 7 | 7            | "Chapter 7" "Capítulo 7" | Peter Lauer    | Abraham Higginbotham & Ira Madison III                                 | 29 de julho de 2022 |
| Michael, Stanley e Billy decidem fazer uma viagem de esqui gay, onde Michael vê um belo corretor de imóveis que conheceu anos antes, chamado Corey. Ao começar a se aproximar de Corey, ele também se distrai muito com a revelação de Horst de que Colin está em Miami com seu novo namorado, um arquiteto gostoso e bem-sucedido, mais jovem que Michael. Michael fica muito bêbado e a vaidade de Billy não pode evitar que Michael leve uma lembrança no rosto da viagem de esqui. Um diálogo final entre Michael e Stanley, intencionalmente ambíguo, sobre a dor física/emocional de Michael parece finalmente dar a Michael alguma confiança sobre seu futuro. Enquanto isso, a relação entre Suzanne e Claire se aprofunda, graças a uma noite de garotas.             |              |                          |                |                                                                        |                     |
| 8 | 8            | "Chapter 8" "Capítulo 8" | Peter Lauer    | História por Darren Star & Jeffrey Richman Roteiro por Jeffrey Richman | 29 de julho de 2022 |
| Os Jonathans vão se casar! O dia finalmente chegou, Michael chama Suzanne para ajudá-lo a cobrir seus hematomas com maquiagem. Eles chegam à festa e Michael tenta evitar o constrangimento indo falar com Colin. Ele pensa erroneamente que um estranho aleatório é o novo namorado de Colin, quando na verdade ele foi sozinho. Para a surpresa de Michael, ele não sente mais muito ressentimento por Colin e eles até dançam juntos. Michael sai da festa e chega em sua casa apenas para encontrar Colin esperando, dizendo que ele pode ter cometido um erro. |              |                          |                |                                                                        |                     |

## Recepção

### Resposta da crítica
O agregador de resenhas Rotten Tomatoes relatou um índice de aprovação de 73% com base em 49 resenhas, com uma classificação média de 6,6/10. O consenso dos críticos do site diz: "Enquanto Uncoupled se esforça para integrar as emoções cômicas do namoro moderno com suas preocupações mais sérias, a mistura incômoda contribui para uma evolução surpreendentemente madura da fórmula de Darren Star." No Metacritic, a série tem uma pontuação de 64 em 100 com base em 25 avaliações, indicando "avaliações geralmente favoráveis".
O The Washington Post e o The Guardian acharam a série "monótona e sem vida", enquanto o Los Angeles Times a descreveu como "um leve entretenimento adulto".

### Prêmios e indicações
| Ano  | Prêmio                 | Categoria                                    | Recipiente(s)     | Resultado | Ref.   |
| ---- | ---------------------- | -------------------------------------------- | ----------------- | --------- | ------ |
| 2023 | Critics' Choice Awards | Melhor Atriz Coadjuvante em Série de Comédia | Marcia Gay Harden | Indicado  | [ 13 ] |
| 2023 | Queerties Awards       | Comédia de TV                                | Uncoupled         | Indicado  | [ 14 ] |